# François Quesnay
Pour les articles homonymes, voir Quesnay.
François Quesnay, né le 4 juin 1694 à Méré et mort le 16 décembre 1774 à Versailles, est un médecin et économiste français, et l'un des fondateurs de la première école en économie, l'école des physiocrates. Il est l'auteur du Tableau économique (1758), qui est la première représentation schématique de l'économie.

## Biographie

### Jeunesse et études
Issu d'une famille modeste, son père est un petit propriétaire terrien (et non un avocat comme l'a prétendu une légende tenace,). Il a onze frères et sœurs. À onze ans, il ne sait toujours pas lire. Il va alors apprendre avec son jardinier, ce qui va développer chez lui un goût pour la médecine et l'« administration rurale ». Dès 1711, il apprend le latin et le grec avec le curé de son village.
À treize ans, il se retrouve orphelin de père et décide de se consacrer à la chirurgie. Il étudie la médecine.

### Parcours médical
Il devient, en 1718, maître dans la communauté des chirurgiens de Paris. Il commence sa carrière à Mantes et devient chirurgien royal en 1723. En 1744, il obtient le titre de docteur en médecine et devient médecin de Madame de Pompadour en 1749. Il rentre à l'Académie des sciences en 1751 et devient membre de la Royal Society en 1752. Louis XV l'anoblit la même année à la suite de la guérison du Dauphin de la petite vérole. À la suite de cette guérison, il reçoit des mains du souverain, qui l'appelait son « penseur », des « armoiries parlantes » : trois fleurs de pensées. Ses premiers livres portent essentiellement sur la médecine : Observations sur les effets de la saignée (1730), Essai phisique sur l'œconomie animale (1736), L'Art de guérir par la saignée (1736), Traité de la suppuration (1749), Traité de la gangrène (1749), Traité des fièvres continues (1753).
Il achète en 1755 un domaine foncier dans le Nivernais.

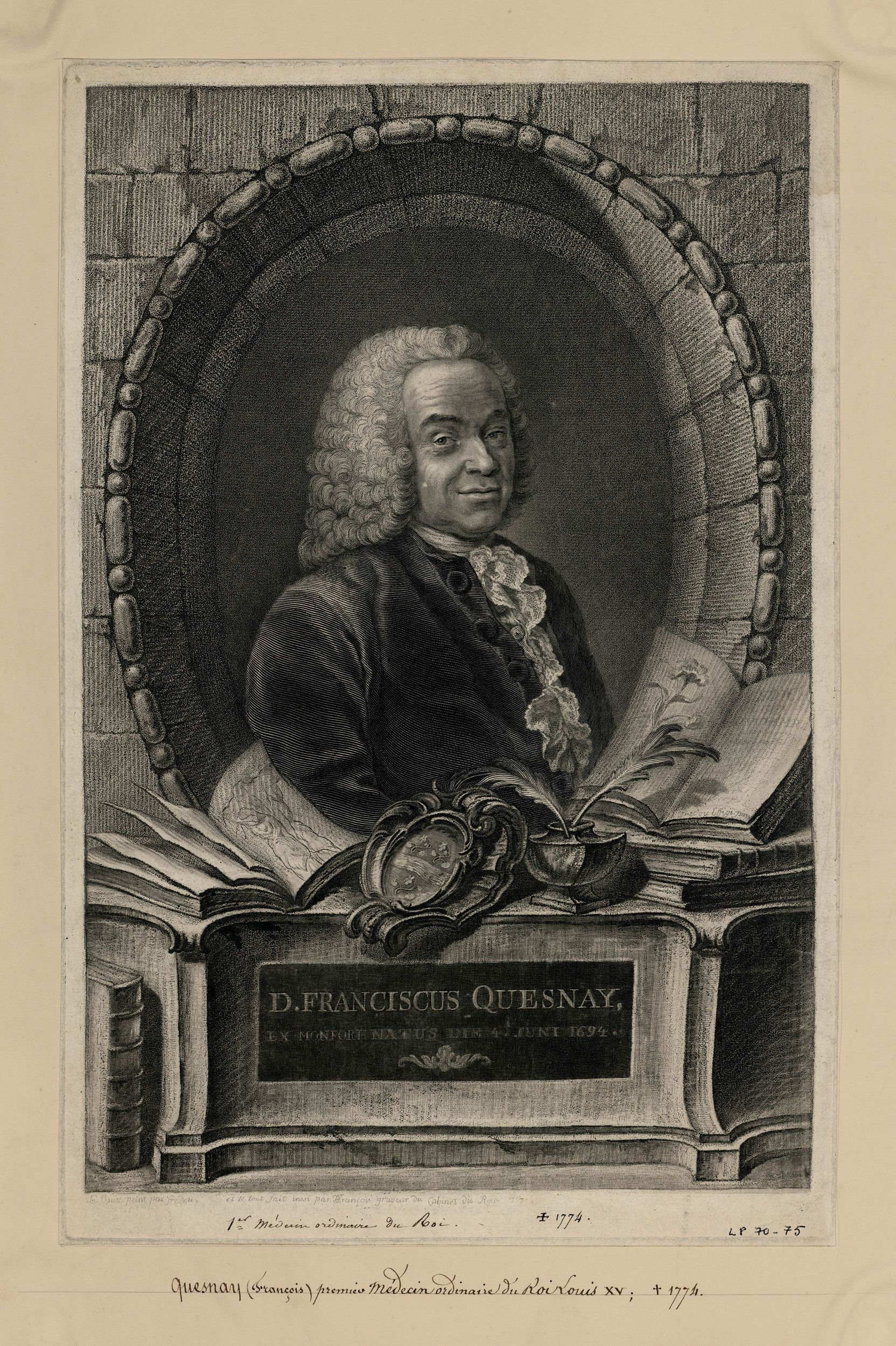
François Quesnay (Gravure)

### Parcours économique

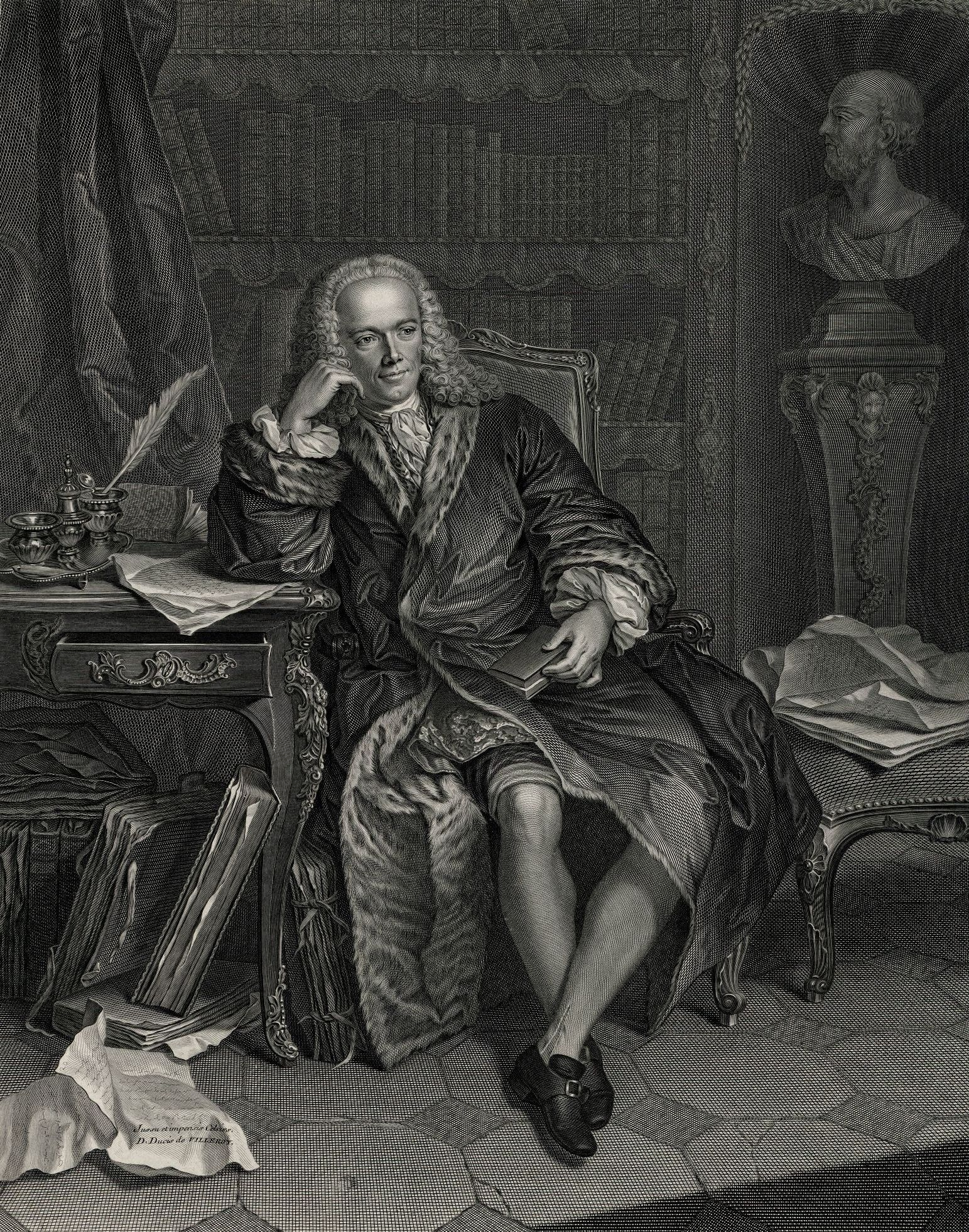
Jean-Georges Wille, François Quesnay, gravé d'après Jean Chevalier.

Ses relations, parmi lesquelles les académiciens d'Alembert et Buffon, le philosophe Diderot, les habitués de son entresol Helvétius et Condorcet, lui font découvrir de nouveaux centres d'intérêt. Après cette brillante carrière de médecin-chirurgien qui l'a conduit jusqu'au chevet du roi, Quesnay se tourne dans les années 1750 vers l'économie. Il forme l'école des Physiocrates surnommée « secte des économistes » par ses détracteurs, où le rejoignent progressivement Victor Riqueti de Mirabeau, le rédacteur des Éphémérides du citoyen, l'abbé Nicolas Baudeau, l'avocat Guillaume-François Le Trosne, André Morellet, l'intendant Pierre-Paul Lemercier de La Rivière de Saint-Médard et Pierre Samuel du Pont de Nemours. Ses principales œuvres économiques sont des articles de l'Encyclopédie : « Fermiers » (1756), « Grains » (1757), « Hommes » (1757) ; les livres Le Tableau économique (1758) ; Maximes générales du gouvernement économique d'un royaume agricole (1758) ; le chapitre VII de la Philosophie rurale de Mirabeau ; et des articles parus dans le Journal de l'Agriculture, du Commerce et de la Finance : « Le droit naturel » (1765), « Dialogue sur le commerce » (1765) et « Dialogue sur les travaux des artisans » (1767). Défenseur du modèle que représente pour lui le despotisme chinois, il est vénéré par ses disciples physiocrates comme « le Confucius de l'Europe ».

### Les dernières années

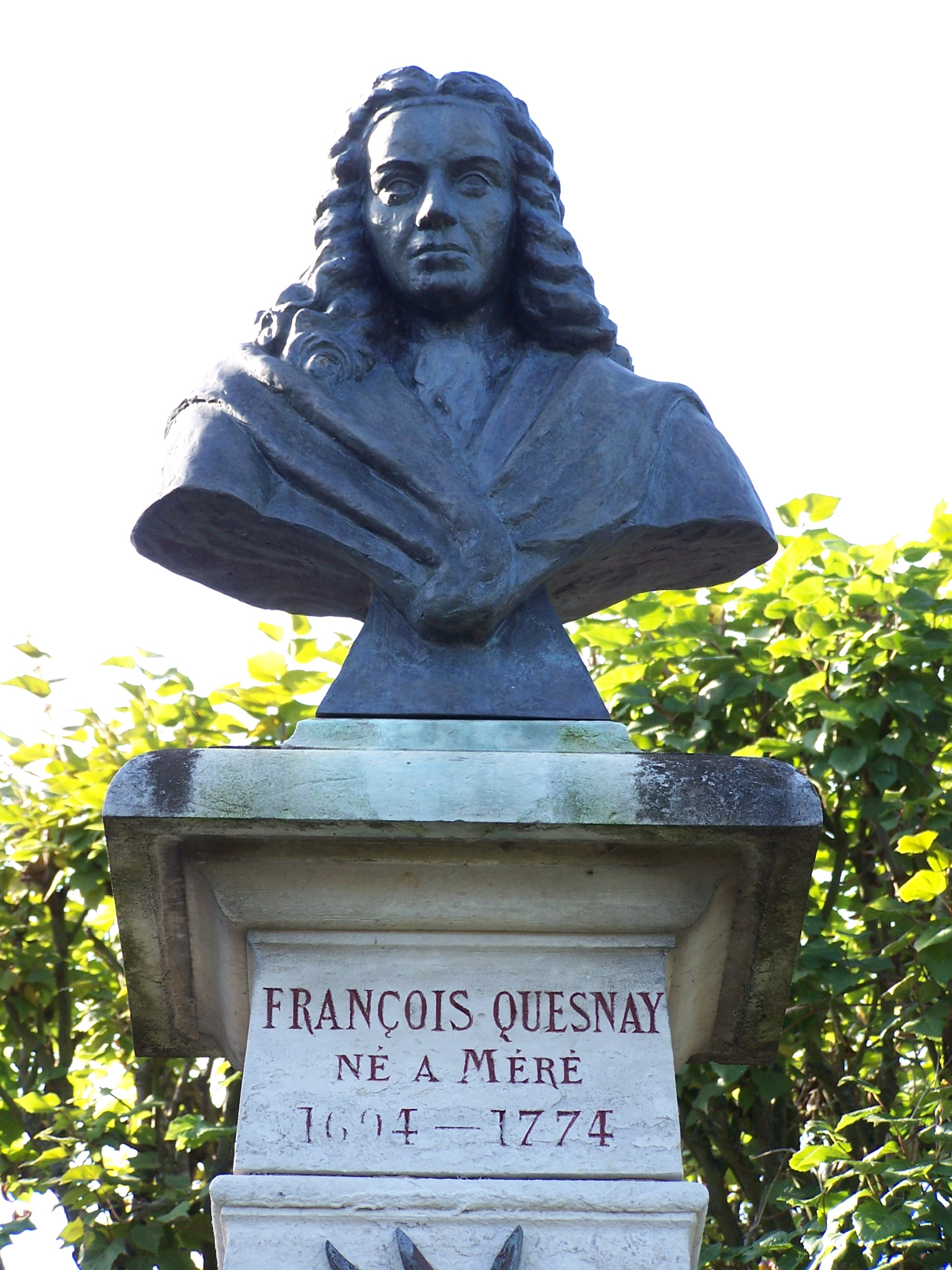
Buste de François Quesnay à Méré.

Les dernières années de sa vie, François Quesnay se met à étudier les mathématiques. Son ami d'Alembert parle en ces termes de cette expérience malheureuse : « Il eut le malheur de trouver à la fois la trisection de l'angle et la quadrature du cercle, et de démontrer par des raisonnemens métaphysiques qui lui paroissoient hors de doute, que la diagonale du carré et son côté ne sont pas incommensurables ». Cet échec tardif ne remet cependant pas en cause la réputation qu'il a acquise plus jeune en chirurgie et en économie.
À la mort de Louis XV en mai 1774, Quesnay doit quitter le château de Versailles pour s'installer au Grand Commun. Il y meurt le 16 décembre.

## Œuvre
Quesnay fait paraître ses premiers écrits économiques en 1756-1757 dans l'Encyclopédie de Diderot et d'Alembert (les articles « Fermiers » et « Grains »). L'année suivante paraît la première version de son célèbre Tableau économique, où il présente l'ordre naturel de l'économie. Le rôle des économistes est de révéler les lois de la nature. Les lois économiques fonctionnent de la même façon que les lois de la physique.
Ce texte représente les idées des Physiocrates. Le Tableau semble être inspiré de la circulation du sang chez l'homme, sur un modèle de flux, de contre-flux et d'échange. Quesnay se positionne dans une conception organique de la société, héritée de Hobbes. La représentation mécanique de l'économie est donc dans la droite ligne des représentations de la société du XVIIe siècle.
Il est le premier à imaginer l'économie à un niveau macroéconomique. Les agents économiques ne sont pas considérés comme une somme d'agents individuels, comme dans la théorie classique (Adam Smith, David Ricardo, John Stuart Mill), mais représentent des classes sociales. À ce titre, c'est-à-dire en considérant l'économie dans sa globalité et à l'encontre du postulat classique d'individualisme méthodologique, il est précurseur de la pensée de Karl Marx et de Keynes, qui reprendront tous deux le modèle du tableau, en représentant l'économie sous forme de circuit.
Il faut savoir que, pour Quesnay, et différemment des pensées économiques de l'époque, la valeur ne peut être créée que par la terre. Il ne faut donc pas écraser l'agriculture par l'impôt. Il est obsédé par le « bon prix » du grain, et se lamente de la baisse des prix.

### Tableau économique

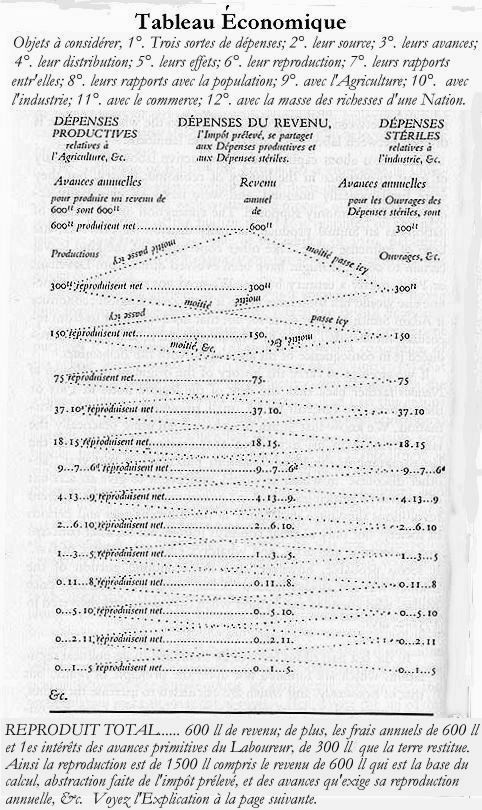
Tableau économique.

Quesnay fait publier le Tableau économique par l'imprimerie nouvellement installée au château de Versailles. Au total, Quesnay en rédigera trois versions. La première édition date de novembre ou décembre 1758. Cette première version du «zigzag» est fondée sur un revenu de 400 livres et comportait vingt-deux « Remarques ». La deuxième édition, qui date du printemps 1759, part d'un revenu de 600 livres et contient 23 remarques. La troisième édition, parue en 1759, est également fondée sur un revenu de 600 livres et est suivie d'une «explication» de douze pages et d'un «extrait» comportant vingt-quatre maximes.
Quesnay y représente l'économie comme un domaine cohérent de nature systémique en s'inspirant de la découverte, réalisée un siècle et demi plus tôt par William Harvey, du mécanisme de la petite et de la grande circulation sanguine.
Il divise la société en deux secteurs (l'agriculture et le reste) et trois classes sur la base de leur rapport au produit net : la classe productive, composée essentiellement de fermiers, qui est la seule à pouvoir fournir un produit net, c'est-à-dire capable de multiplier les produits, la classe stérile, qui est composée de tous les citoyens occupés à d'autres travaux que ceux de l'agriculture, capable uniquement de transformer les biens sans les multiplier, et la classe des propriétaires terriens, dont la seule fonction est de dépenser la part du revenu qui leur est due, sans produire aucun bien.
Le tableau qu'il élabore ainsi peut être représenté de façon plus moderne sous la forme d'un circuit ou encore d'un tableau entrées-sorties de Leontief, utilisé en analyse entrées-sorties. De plus, le tableau de Quesnay qui relie les classes sociales par des flux de matières et de monnaie peut être considéré comme l'ancêtre des matrices de comptabilité sociale.
Ce schéma conçoit la nation comme un ensemble réduit à trois grandes classes définies selon leur fonction économique :
1. la classe productive, c'est la classe des fermiers qui est le groupe social à l'origine de la production annuelle globale puisque l'agriculture est la source unique de la richesse ;
2. la classe des propriétaires est le groupe formé par l'aristocratie, le souverain, et le clergé qui, sans cultiver la terre, s'approprie annuellement le «produit net » en forme de rente payée par la classe productive ;
3. la classe stérile est représentée par tous les autres groupes, occupés à d'autres activités que celles de l'agriculture.

Estimée à 5 milliards de Francs de l'époque, la production agricole a été repartie par Quesnay comme suit :
- 2 milliards sont retenus pour la classe productive dans le secteur sous forme de biens alimentaires, nécessaires à la vie de ceux qui travaillent la terre (un milliard), et de semences (un milliard) ;
- la classe des propriétaires reçoit deux milliards en monnaie, en paiement d'une rente par la classe productive, dont elle utilise la moitié pour acheter des marchandises agricoles et le reste pour acquérir des biens de consommation artisanaux et divers auprès de la classe stérile ;
- en vue de remplacer le matériel et l'équipement usés (charrues en bois, en fer, pelles, pioches… ), c'est-à-dire des biens de production, la classe productive achète pour un milliard de biens de production ;
- la classe stérile achète à la classe productive des matières premières agricoles pour un montant d'un milliard.

L'analyse de Quesnay fait ainsi ressortir pour la première fois les notions d'interdépendance des activités économiques, celle de processus de reproduction et d'équilibre qui seront reprises et développées ultérieurement par d'autres économistes après les physiocrates, comme Marx, Walras et Leontief notamment.
Le tableau économique décrit un état rêvé de l’économie. Sur cette base, d’année en année, l'économie se reproduit telle qu’elle. Il n’y a plus de croissance. Quesnay considère cette situation comme le meilleur état possible pour la France.

### La postérité de son œuvre
Le principal apport de Quesnay est de consolider les bases de cette nouvelle discipline, l'économie. Avec Quesnay, la réflexion économique s'autonomise notamment vis-à-vis de la théologie et de la politique, et se différencie notablement dans le cadre de sa méthode vis-à-vis des travaux antérieurs de l'époque médiévale (par exemple, Thomas d'Aquin) ou mercantiliste.
Les idées et travaux de Quesnay seront repris par de nombreux économistes. La notion d'interdépendance des activités économiques sera reprise par les travaux de Léon Walras ou ceux de Keynes dans sa Théorie générale. Le Tableau économique de Quesnay peut aussi être considéré comme le précurseur du tableau entrée-sortie (tableau input-output) de Leontief. Les classes stériles et productives peuvent en effet être assimilées aux secteurs I et II d’une économie, avec par exemple, l’agriculture et l’industrie. Les avances annuelles de la classe productive peuvent être assimilées à des consommations intermédiaires nécessaires à la production agricole :
| Les secteurs                          | Achats annuels | Achats annuels | Achats annuels | Production annuelle |
| ------------------------------------- | -------------- | -------------- | -------------- | ------------------- |
| Les secteurs                          | I              | II             | III            | Production annuelle |
| I Classes productives                 | 2              | 1              | 2              | 5                   |
| II Classes des propriétaires fonciers | 2              | 0              | 0              | 2                   |
| III Classes stériles                  | 1              | 1              | 0              | 2                   |
| Total des achats                      | 5              | 2              | 2              | 9                   |

Dans l'ouvrage La richesse révolutionnaire, les auteurs Alvin et Heidi Toffler consacrent le chapitre "le facteur Quesnay" au changement de paradigme économique dans la civilisation, critiquant "la science économique conventionnelle" en avançant l'idée que Quesnay a pu se montrer "incapable de penser le passage de la société agraire à la société industrielle [de la même façon que d'autres économistes contemporains aveuglés ne peuvent mesurer] le passage d'une société industrielle à une société de la connaissance".

## Publications

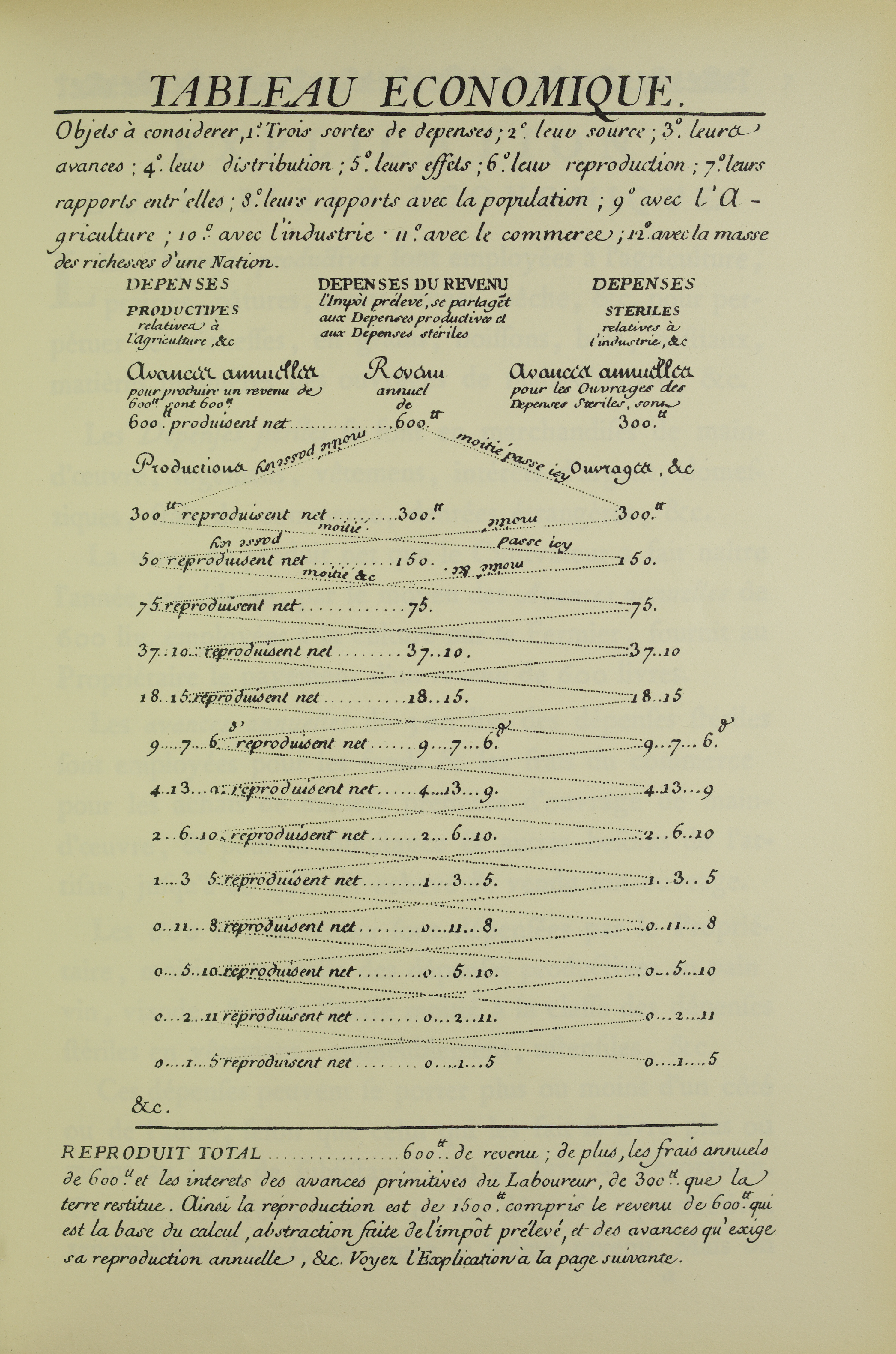
Tableau economique, 1965

- Observations sur les effets de la saignée, tant dans les maladies du ressort de la médecine que de la chirurgie, fondées sur les lois de l'hydrostatique avec des remarques critiques sur le Traité de l'usage des différentes sortes de saignées, de M. de Silva, 1730
- Essai physique sur l’économie animale, Paris, chez Guillaume Cavelier, 1736, in-12, XXVI-311 p. Texte en ligne ; 2e éd. (augmentée de deux vol.), Paris : chez Guillaume Cavelier, 1747, 3 vol. in-12, CXI-612, 662 et 768 p.
- L'Art de guérir par la saignée, où l'on examine en même tems les autres secours qui doivent concourir avec ce remède, ou qui doivent lui être préférés, dans la cure des maladies tant médicinales que chirurgicales, 1736
- Lettres sur les disputes qui se sont élevées entre les médecins et les chirurgiens sur le droit qu'a M. Astruc d'entrer dans ces disputes, sur la préférence qu'il se donne en comparant son ouvrage avec celui de Hery, 1737
- Préface du tome I des Mémoires de l'Académie royale de chirurgie, 1743 Texte en ligne
- Examen impartial des contestations des médecins et des chirurgiens, considérées par rapport à l'intérêt public, 1748
- Recherches critiques et historiques sur l'origine, sur les divers états et sur les progrès de la chirurgie en France, en collaboration avec François Bellial des Vertus, 1749 Texte en ligne
- Traité de la gangrène, 1749
- Traité de la suppuration, 1749
- Histoire de l'origine et des progrès de la chirurgie en France, en collaboration avec François Bellial des Vertus, 1749 Texte en ligne
- Traité des fièvres continues, 1753
- «Évidence », tome VI de l'Encyclopédie de Diderot et d'Alembert, 1756
- «Fermiers », tome VI de l'Encyclopédie de Diderot et d'Alembert, 1756
- «Grains », tome VII de l'Encyclopédie de Diderot et d'Alembert, 1757
- Maximes générales du gouvernement économique d'un royaume agricole, 1767
- Tableau économique de François Quesnay, 1758, 5 p.
- Analyse de la formule arithmétique du tableau économique de la distribution des dépenses annuelles d'une nation agricole de François Quesnay, 30 p.
- «Observations sur le droit naturel des hommes réunis en société», Journal de l'agriculture, septembre 1765
- Essai sur l'administration des terres, 1759 Texte en ligne
- par Victor Riqueti Mis de Mirabeau et F. Quesnay, Philosophie rurale ou Économie générale et particulière de l’agriculture, réduite à l’ordre immuable des lois physiques et morales qui assurent la prospérité des empires, Amsterdam (Paris) : libraires associés, 1763, in-4°, XXVI-412 p. (ou 3 vol. in-12) ; abrégé sous le titre Éléments de la philosophie rurale, La Haye : libraires associés, 1767-1768, in-12, II-CVI-241 p. et tableau
- Maximes générales du gouvernement agricole le plus avantageux au genre humain, 1768
- Physiocratie, ou Constitution naturelle du gouvernement le plus avantageux au genre humain, recueil publié par Pierre-Samuel Dupont de Nemours, 1768-1769, 2 volumes Texte en ligne
- Recherches philosophiques sur l'évidence des vérités géométriques, avec un projet de nouveaux éléments de géométrie, 1773
- Maximes générales du gouvernement agricole le plus avantageux au genre humain, Paris : Bureau de ‘la Correspondance’, 1775, in-folio

Œuvres réunies
- Œuvres économiques et philosophiques de F. Quesnay, accompagnées des éloges et d'autres travaux biographiques sur Quesnay par différents auteurs publiées avec une introduction et des notes par Auguste Oncken, 1888. Texte en ligne
- François Quesnay et la physiocratie, préface par Luigi Einaudi ; présentation par Alfred Sauvy ; note introductive à la lecture des commentaires par Louis Salleron, Paris : Institut national d'études démographiques, 1958, 2 volumes.
- Quesnay et la physiocratie, recueil de texte présenté par Yves Guyot, Guillaumin, 1896 ; Institut Coppet, 2014. Texte en ligne
- Physiocratie : droit naturel, tableau économique et autres textes, édition établie par Jean Cartelier, Flammarion, Paris, 1991.
- Œuvres économiques complètes et autres textes, édités par Christine Théré, Loïc Charles et Jean-Claude Perrot, Paris : Institut national d'études démographiques, 2005, Nicolas Quesnay ( -19 juin 1707), propriétaire terrien, marié à Louise Giroux ( -18 octobre 1730),

- - François Quesnay (1694-1774)[15], marié le 30 janvier 1717 à Paris avec Jeanne Catherine Dauphin ( -1728)
    - Baise Guillaume Quesnay (Mantes, 1717-Saint-Germain-en-Viry (Nièvre), 18 mai 1797) marié en 1747 avec Catherine d'Éguillon,
      - Aimée Jeanne Virginie Quesnay de Beaurepaire (Saint-Germain, 21 juillet 1759-Saint-Pierre-le-Moûtier, 23 septembre 1788) mariée en 1779 avec Pierre Gabriel Vyau de Baudreuille, conseiller du roi, président lieutenant général du bailliage royal du Nivernois
      - Jean-Marc Quesnay de Beauvoir (1750-9 brumaire an XII) marié à Françoise de Faulconnier de Nanteuil. Il a eu pour parrain le comte d'Argenson et pour marraine la marquise de Pompadour,
      - Robert-François Joseph Quesnay de Saint-Germain (Valenciennes, 23 janvier 1751-Bassanges, 8 avril 1805) marié en 1777 avec Marie de Faulconnier de Montomat,
      - Philippine Gervais Quesnay (1752- ),
      - Alexandre-Marie Quesnay de Beaurepaire[16] (Saint-Germain-en-Viry, 22 novembre 1755-Charenton-Saint-Maurice, 8 février 1820), officier, il est allé aux États-Unis en 1777, peintre, fondateur de l'Académie des sciences et beaux-arts de Richmond, en Virginie, en 1788, avant de revenir en France, marié avec Catherine Cadier de Veauce,
        - Jean Marie Marc Quesnay de Beaurepaire (Moulins, 3 octobre 1797-Saumur, 25 octobre 1863) marié en 1821 à Marie Marguerite Becquet du Camp (Chinon le 12 juillet 1801- ), fille de Louis Becquet, propriétaire, et de Marguerite Marie Ducamp. Il est autorisé à ajouter de Beaurepaire à son nom en 1859.
          - Alfred Quesnay de Beaurepaire (1830-1898), romancier, historien et peintre. Il a été maître de dessin à l'École polytechnique en 1891, marié à Berthe Peyrol.
          - Jules Quesnay de Beaurepaire (1834-1923), magistrat et écrivain, procureur à la Cour d'appel de Paris (1889). Il a dressé l'acte d'accusation contre le général Boulanger. Il a donné sa démission quand l'affaire Dreyfus est arrivé devant la chambre criminelle de la Cour de cassation, en 1899, et a fait campagne contre les dreyfusards.

        - Marie Marguerite Joséphine Quesnay de Beaurepaire,

    - Marie Jeanne Nicole Quesnay (1723-1761) mariée en 1740 avec Prudent Hévin (1715-1789 ou 1790), maître-chirurgien, premier chirurgien de Madame,
      - Louis Prudent Alexandre Hévin (1753- )